# Brook Lopez
Brook López (nascut l'1 d'abril de 1988 a San Fernando Valley, Califòrnia) és un jugador de bàsquet professional estatunidenc que actualment vesteix el número 11 dels Milwaukee Bucks des de la temporada 2018-2019.
Prèviament va jugar una any als Los Angeles Lakers a la temporada 2017-2018, anteriorment va pertànyer als Brooklyn Nets de l'NBA. Mesura 2,13 metres, i juga en la posició de pivot. És germà bessó de Robin López, triat pels Phoenix Suns en el mateix draft. Ambdós són fills d'un emigrant cubà, Heriberto López, i de l'americana Deborah Ledford, que va ser olímpica en natació.
Es caracteritza per ser un pivot de gran mobilitat que pot amenaçar tant des de dins de la pintura com amb el tir exterior, i així ho demostra a cada partit on és habitual que encistelli uns quants triples.